# 쩐 예종 (9대)
쩐 예종(베트남어: Trần Nghệ Tông / 陳藝宗, 1321년 ~ 1395년 1월 6일(음력 1394년 12월 15일))는 대월 쩐 왕조의 제9대 황제(재위: 1370년 ~ 1372년)이다. 성명은 쩐푸(베트남어: Trần Phủ / 陳暊 진부)인데, 중국의 기록에는 진숙명(陳叔明)이라 하였다. 칭호는 의황(베트남어: Nghĩa Hoàng / 義皇)이다. 절일은 건천절(建天節)이다.

## 생애
쩐 명종의 셋째 아들이다. 즉위 전에는 작위가 공정왕(베트남어: Cung Định Vương / 恭定王)이었다.
1338년 10월, 표기상장군(驃騎上將軍) 겸 영선관진(領宣光鎭)에 임명되었다.
1353년 정월, 우상국(右相國)에 올랐다. 
1368년 12월, 좌상국(左相國)에 올랐으며, 공정대왕(베트남어: Cung Định Đại Vương / 恭定王)으로 진봉된다.
1370년 11월 13일(12월 1일), 사위 즈엉녓레를 폐위하고 혼덕공(昏德公)으로 강등 시켰다. 이틀 후(12월 3일), 자신이 황제로 즉위했다.
1372년 11월 9일(12월 4일), 동생 예종에게 양위하고 태상황이 되었다. 양위한 뒤에도 실권을 잡고 있었다.
1377년 5월 13일(6월 19일), 동생 예종이 사망하자 그의 아들 폐제를 세웠다. 
1388년 12월 6일(1389년 1월 3일), 호꾸이리를 암살하려한 그를 폐위하고, 이후에 암살시킨다. 12월 27일(1389년 1월 24일), 자신의 아들인 순종을 세웠다.
그러나 국내에서는 신하들의 배반과 폭정에 의한 반란이 잇따르면서 국외에서는 참파의 침공을 받게 된다. 나라가 어려운 상황에도 예종은 신하들을 자주 숙청하는 등의 폭정을 더 벌렸고, 쩐 왕조의 쇠퇴를 빠르게 진행되었다. 또 자신의 이종사촌인 호꾸이리를 신임하고 중용하였다.
1394년 12월 15일(1395년 1월 6일), 태상황이 보화궁(葆和宮)에서 사망하니, 향년 74세(만 72 - 73세)이다. 이후, 호꾸이리가 권력을 전횡하여 쩐 왕조의 멸망으로 이어졌다.

## 존호, 시호, 묘호, 능호
재위 때 존호는 체천건극순효황제(Thể Thiên Kiến Cực Thuần Hiếu Hoàng Đế/體天建極純孝皇帝)이고, 태상황 때 존호는 광요영철태상황제(Quang Nghiêu Anh Triết Thái Thượng Hoàng Đế/光堯英哲太上皇帝)이다.
묘호는 예종(Nghệ Tông/藝宗)이며, 능호는 안생원릉(An Sinh Nguyên Lăng/安生原陵)이다.

## 가족관계

### 부모
- 부친 : 명종황제(Minh Tông Hoàng Đế/明宗皇帝) 쩐마인(Trần Mạnh/陳奣/진앵)
- 모친 : 차비(Thứ Phi/次妃) 여씨(Lê Thị/黎氏)

### 후비
- 숙덕황후(Thục Đức Hoàng Hậu/淑德皇后) 진씨(Trần Thị/陳氏) (? ~ 1370년) - 생전의 부르던 칭호는 혜의부인(Huệ Ý phu nhân/惠懿夫人).

### 황자
- 1. 장정왕(Trang Định Vương/莊定王) 쩐응악(Trần Ngạc/陳𩖃/진악) (? ~ 1392년) - 후 쩐 왕조 황제 중광제(重光帝)의 생부.
- 2. 간정왕(Giản Định Vương/簡定王) 쩐응오이(Trần Ngỗi/陳頠/진외) (? ~ 1409년) - 후 쩐 왕조 초대황제 간정제(簡定帝)
- 3. 소정왕(Chiêu Định Vương/昭定王) 쩐응웅(Trần Ngung/陳顒/진옹) - 제12대 황제 순종(順宗).

### 황녀
- 천휘공주(Thiên Huy Công Chúa/天徽公主) 쩐툭미(Trần Thục Mỹ/陳淑美) - 제11대 황제 영덕왕의 황후.

## 기년
| 예종        | 원년            | 2년        | 3년        |
| ----------- | --------------- | ---------- | ---------- |
| 서력 (西曆) | 1370년          | 1371년     | 1372년     |
| 간지 (干支) | 경술(庚戌)      | 신해(辛亥) | 임자(壬子) |
| 연호 (年號) | 소경(紹慶) 원년 | 2년        | 3년        |

| 전 임 즈엉녓레 | 제9대 대월 쩐 왕조의 황제 1370년 ~ 1372년 | 후 임 예종 |